# Воробьёв, Николай Афанасьевич
Николай Афанасьевич Воробьёв (укр. Микола Панасович Воробйов; род. 1941) — советский украинский поэт.

## Биография
Родился 12 октября 1941 года в селе Мельниковка (ныне Смелянский район, Черкасская область, Украина). Окончил философский факультет КГУ имени Т. Г. Шевченко. Член Союза писателей Украины (1987).

## Награды и премии
- Премия имени Павло Тычины (1992)[1]
- Премия «Благовест» (1993)
- Национальная премия Украины имени Тараса Шевченко (2005) — за книгу стихов «Слуга пивонии»

## Творчество
Один из лидеров андерграунда 1970-х годов, основателей «Киевской поэтической школы». Первая книга издана в 1985.
Книги стихов
- «Пригадай на дорогу мені» (1985)
- «Місяць шипшини» (1986)
- «Ожина обрію» (1988)
- «Прогулянка одинцем» (1990)
- «Верховний голос» (1991)
- «Іскри в слідах» (1993)
- «Човен» (1999)
- «Срібна рука» (2000)
- «Слуга півонії» (2004)
- «Оманливий оркестр» (2006)
- «Без кори» (2008)
- «Скринька з прикрасами» (2014)
- «Гора і квітка» (2018)
- «Намальовані двері» (2019)